# Вейнберг Павло Ісайович
Павло Ісайович Вейнберг (нар. 6 квітня 1846, Одеса — 6 серпня 1904, Санкт-Петербург) — російський письменник-гуморист.

## Походження та навчання
Народився в сім'ї нотаріуса, купця другої гільдії Ісая Семеновича (Вольфовича) Вейнберга (1791—1865) і Рози Абрамівни Вейнберг. Батьки, будучи єврейського походження, в 1830 році прийняли православ'я.
Навчався у 2-й одеській гімназії.

## Трудова діяльність
Служив на залізниці, грав у Одеському російському театрі, у трупі М. К. Милославського. З кінця 1860-х років виступав у ролі читця і оповідача сцен з єврейського, російського та вірменського побуту. Випустив ряд збірників сцен, анекдотів, оповідань. У 1880 році був прийнятий в трупу Александрінського театру. Грав невеликі характерні ролі, через кілька років пішов з театру. Гастролював, з успіхом виконуючи свої сценки.
З 1891 року через важку хворобу був прикутий до ліжка.

## Літературна діяльність
Сценки і анекдоти з свого репертуару друкував у «Розвагах» («Развлечение») та інших гумористичних журналах. У 1870 році окремим виданням випустив «Сцени з єврейського побуту». Збірник, незважаючи на негативні відгуки критики, користувався успіхом і до початку XX століття витримав вісім видань. Випустив «Нові сцени і анекдоти з єврейського, вірменського, грецького, німецького та російського побуту» (Санкт-Петербург, 1880), «Нові оповідання і сцени» (Санкт-Петербург, 1886), «Повне зборів оповідань і сцен» (Санкт-Петербург, 1896).

## Родина
Павло Вейнберг — батько актора, драматурга і белетриста Павла Павловича Вейнберга, брат поета Петра Ісайовича Вейнберга, дядько композитора Якова Володимировича Вейнберга та фізика Бориса Петровича Вейнберга.
Брат П. І. Вейнберга — адвокат, колезький секретар Яків Ісайович Вейнберг, був одружений з сестрою композитора Антона Григоровича Рубінштейна Любов'ю Григорівною Вейнберг. Їх донька — Надія Яківна Шведова (1852—1892), дитячий письменник і педагог, була одружена з фізиком і ректором Новоросійського університету Федором Никифоровичем Шведовим.
Ще один брат — Семен Ісаєвич Вейнберг (1835—?) — був купцем третьої гільдії, а його онук — поет Георгій Адамович. Сестра, Ганна Ісаївна Вейнберг (1827—?) у 1861 році вийшла заміж за одеського міського лікаря Дмитра Михайловича Левенсона (1830—1883, онуком його брата С. М. Левенсона був поет Корній Чуковський).